# Crossover (muzyka)
Crossover − termin stosowany do określenia gatunków muzycznych zespołów, które wykraczają poza standardowe ramy poszczególnych stylów.

## Rodzaje i przedstawiciele
- classical crossover – Lindsey Stirling, Izabela Kopeć, Dimasz Kudajbiergen, Andrea Bocelli, Sarah Brightman
- country – Shania Twain, Garth Brooks
- crossover thrash – Suicidal Tendencies, D.R.I., S.O.D., M.O.D., Corrosion of Conformity, The Accüsed, Acid Drinkers
- digital hardcore – Atari Teenage Riot, EC8OR, Shizuo, Alec Empire, Ambassador 21, The Mad Capsule Markets, Rabbit Junk
- funk rock, funk metal – Faith No More, Red Hot Chili Peppers, Jane’s Addiction, Incubus
- jazz-rock – Miles Davis, Weather Report
- metalcore – Lamb of God, Killswitch Engage, Frontside, Avenged Sevenfold
- punk/metal, metallic hardcore – Walls of Jericho, Biohazard, Sworn Enemy
- rapcore, rap rock, rap metal - Rage Against the Machine, Linkin Park, Clawfinger, Senser, Limp Bizkit, Maximum The Hormone, Bloodhound Gang, Styles Of Beyond, (hed) P.E, Hope